# جيرالد ستيرن
جيرالد ستيرن (بالإنجليزية: Gerald Stern)‏ هو شاعر أمريكي، ولد في 22 فبراير 1925 في بيتسبرغ في الولايات المتحدة. وتوفي في 28 أكتوبر 2022 في نيويورك.

## وصلات خارجية
- جيرالد ستيرن على موقع IMDb (الإنجليزية)